# Tuzsa
Tuzsa (oroszul: Тужа) városi jellegű település Oroszország Kirovi területén, a Tuzsai járás székhelye.
Lakossága: 4568 fő (a 2010. évi népszámláláskor).

## Fekvése
A Kirovi terület délnyugati részén, Kirov területi székhelytől 219 km-re, a Tuzsinka folyó partján terül el. A legközelebbi vasútállomás kb. 100 km-re északra van, a transzszibériai vasútvonal északi ágán fekvő Kotyelnyics.

## Története
1702-ben keletkezett, amikor I. Péter orosz cár rendeletére templomot építettek. A Voszkreszenszkij-templom (Feltámadás-templom) körül kialakult falut a templomról nevezték el (Voszkreszenszkoje), később Pizsemszkoje (1818), majd egy újabb névváltoztatás után, 1935-ben Tuzsa lett. 
1929-től két évig járási székhely volt, majd a járást megszüntették. 1935-ben újra létrehozták, 1959-ben ismét megszüntették, illetve 1966-ban létrehozták. Tuzsa faluból 1971-ben lett városi jellegű település.